# 吕蒙 (默兹省)
吕蒙（法語：Rumont，法語發音：[ʁymɔ̃] ⓘ）是法国默兹省的一个市镇，属于巴勒迪克区。

## 地理
吕蒙（48°49'55"N, 5°16'36"E）面积6.31 平方千米，位于法国大東部大區默兹省，该省份为法国西北部内陆省份，北与比利时接壤，西接马恩省和阿登省，南至上马恩省和孚日省，东临默尔特-摩泽尔省。
与吕蒙接壤的市镇（或旧市镇、城区）包括：埃里兹拉布吕莱、埃里兹圣迪济耶、勒翁库尔、奈沃-罗西耶尔、瓦万库尔、艾尔河畔维洛特。

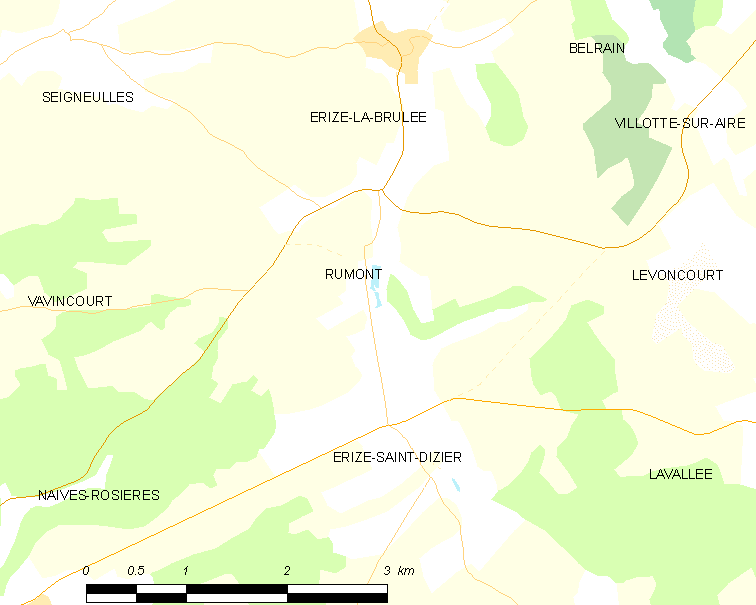
的OSM定位图

吕蒙的时区为UTC+01:00、UTC+02:00（夏令时）。

## 行政
吕蒙的邮政编码为55000，INSEE市镇编码为55446。

## 政治
吕蒙所属的省级选区为巴勒迪克第一县。

## 人口

1962-2008年间人口变化图示

吕蒙于2022年1月1日时的人口数量为84人。